# サウスダコタ級戦艦 (1939)
サウスダコタ級戦艦（サウスダコタきゅうせんかん、South-Dakota class Battleship）は、アメリカ海軍が第二次世界大戦で運用した戦艦の艦級。35,000トン級の船体に、主砲として16インチ砲9門（三連砲塔三基）を搭載、27ノット程度を発揮可能な超弩級戦艦である。ヴィンソン案により1938年より建造が始まったが、日本海軍が建造中の新世代戦艦に対し、前級2隻と本級4隻では不利と判断したアメリカ合衆国は、アイオワ級戦艦（45,000トン級）とモンタナ級戦艦（50,000トン級）の建造（計画）に移行した。

## 概要
元々は1938年度の予算でノースカロライナ級戦艦2隻を追加割り当てしようとしたが、海軍は新しい設計の戦艦を求め、1937年3月に設計が始められた。先に計画されたノースカロライナ級では実現できなかった対16インチ砲防御を施し、上部構造物のコンパクト化により全長は15 mも短くなっている。
1938年4月1日、列強各国（アメリカ、イギリス、フランス）は日本海軍の建艦動向を理由に、第2次ロンドン海軍条約のエスカレーター条項適用を通告した。アメリカ海軍は18インチ砲搭載45,000トン戦艦を主張したが、イギリスは16インチ砲42,000トン級戦艦を主張する。
アメリカは18インチ砲搭載案を諦め、6月30日に主力艦の最大限度を「排水量45,000トン、主砲口径16インチ」とする条件で調印した。ただしアメリカ海軍が1938年度で建造予定の主力艦は、予定どおり16インチ砲搭載の35,000トン級戦艦4隻とされた。
これがサウスダコタ級戦艦で、BB-60のみノーフォーク海軍工廠で建造、他3隻は民間造船所での建造となる。
ワシントン海軍軍縮条約の規定により艦齢超過戦艦3隻（ネバダ、ペンシルベニア、ニューヨーク）の代艦として、52ヶ月での完成を予定して本級3隻（インディアナ、マサチューセッツ、サウスダコタ）の入札を開始した。1938年中に3隻と1939年に1隻が発注され、1939年に3隻と1940年に1隻が起工した。
一方で1938年には早くも45,000トン級戦艦2隻について具体的な報道がはじまり、アイオワ級戦艦として建造が進む中で、35,000トン級（サウスダコタ級）戦艦のネームシップは1941年6月上旬に進水、ノースカロライナ級戦艦2隻と共に就役を急いだ。
1942年に4隻全艦が就役した。
第二次世界大戦中盤、高速戦艦が最も必要とされる時期に全艦が就役し、1943年より就役をはじめたエセックス級航空母艦やインディペンデンス級航空母艦と共に、アメリカ海軍の主戦力となった。
本級は、太平洋戦線（対日戦）と大西洋攻戦線（対ドイツ戦）の両大洋で活躍する。最終的には全艦が太平洋に投入され、ノースカロライナ級と共に空母機動部隊の護衛任務や、ガダルカナル島を巡る攻防戦での水上戦闘など、対日反攻の初期から活躍した。
前級ノースカロライナ級で弱点とされた防御力の改善をはかるべく、船体を前後方向で短縮して被弾面積の減少を図り、またバイタルパートを集約した集中防御方式が採用された。しかし、設計時には第二次ロンドン海軍軍縮条約の基準排水量35,000トンで米議会が排水量制限され、パナマ運河通航のための全幅33 mという制限により、耐弾性能は満足のいくものにならなかったという。なおノックス海軍長官はノースカロライナ級戦艦の時点で、ドイツ海軍のビスマルク級戦艦より火力・装甲とも優っていると発表した。
集中防御の徹底と全長を切り詰めた設計は、大和型戦艦と共通するものであり、日米両国の技術者がその類似性に驚いたという逸話がある。
全長が重巡洋艦並みの短さになったことで速力の低下が懸念されたが、機関の増強によりカタログスペック上はどうにか27ノットが確保された。
本級は、純粋に艦隊決戦用に設計された最後のアメリカ戦艦である。攻防全てにおいて高い次元でバランスがとれた、条約型戦艦の傑作と評価されている。ただし1940年4月の時点でアメリカ海軍上層部は、日本海軍の新型超弩級戦艦（排水量45,000トン、16インチ砲9～10門、速力30ノット以上）8隻に対抗するため、50,000～52,000トン級戦艦を建造すると合衆国上院の海軍委員会で発言している。
このようにアメリカ海軍は16インチ砲搭載35,000トン級戦艦を合計6隻で打ち切り、日本海軍の新型戦艦に対抗するためアイオワ級戦艦の建造とモンタナ級戦艦の計画を進めた。
太平洋戦争開戦前から大和型戦艦を巡る情報は「20インチ砲を搭載した45,000トン級戦艦である」「むしろ35,000トン級戦艦にすぎない」「日独伊三国同盟によりドイツの技術を提供されビスマルク級戦艦と類似している」などと錯綜し、日米開戦後もその状況は変わらなかった。

## 船体
本級の特徴であり、前のノースカロライナ級との大きな相違点である船体構造は、軽量化の賜物である。艦橋構造自体は前級と同様であるが、煙突が小型化され艦橋直後に設置された結果、非常にコンパクトなスタイルとなった。基準排水量35,000 tでコロラド級戦艦のMk.5 16インチ45口径砲(AP Mark 5、砲口初速768 m/s、重量1,016 kg)の対16インチ砲用の防御(ヤード・ポンド法:17,700 - 30,900 yd、メートル法:16.2 - 28.3 km)を達成した。
しかしながら、船殻重量を減少しその分を装甲の強化に当てるために15 m短縮された船体は、結果的に高速力を発揮しにくくした船体でもあった。特に、艦首部の浮力が著しく低下し、盛大な艦首波を作ることもしばしばであった。大戦末期に神風対策で艦首部に40 mm 4連装機関砲が搭載されると、ただでさえ低かった凌波性は恐ろしいまでに低下し、荒天時には操艦に相当な支障が出るほどであった。また、船体圧縮と装甲強化の結果、居住性は著しく低下した。平時でも低い居住性だったものが、搭載物がいろいろと居住区画に（倉庫代用として）積まれた戦時ではさらに低下した。上級士官用の部屋までもスケールダウンを余儀なくされた。
なお、1番艦サウスダコタには艦隊旗艦設備を、他の3艦には戦隊旗艦設備を設けている。また、艦全体のデザインは真珠湾攻撃後のテネシー級戦艦のテネシー、カリフォルニア両艦とコロラド級戦艦のウェストバージニアにも採り入れられた。

## 兵装
主砲はノースカロライナ級戦艦に引き続いて16インチ・マーク6型砲が搭載され、高角砲も引き続き5インチ38口径連装砲が搭載された。ただし、サウスダコタのみは艦隊旗艦設備を設けた関係で兵装の一部を搭載できなくなった。中心となる砲熕兵装に関しては、ノースカロライナ級戦艦とまったく同一といってもよい。相違点としては、主砲防御について天蓋の装甲が強化された代わりに、側盾装甲は若干弱められた。
対空兵装は、当初は28 mm 4連装機銃と12.7 mm単装機銃のペアが想定されていたが、竣工時は40 mm 4連装機関砲が追加搭載された。大戦中は随時対空兵装の更新に努めたが、各艦により微妙な差異がある。例えば、マサチューセッツは大戦中、訓令どおりに40 mm 4連装機関砲を18基計72門を搭載したが、他はそれより少なかった。
また、20 mm機銃の搭載数も艦によって異なるが、40 mm 4連装機関砲搭載と引き換えに搭載数を若干減らしているのは共通である。いずれの艦も艦首部に40 mm 4連装機関砲を搭載したが、その代償は「船体」の項目で述べたとおりである。

## 防御
ノースカロライナ級ともっとも異なる点として、垂直防御が挙げられる。前級はあくまで14インチ砲に対応した防御しか施されていなかったが、サウスダコタ級では初めから対16インチ砲用の防御方式がとられた。主水線防御を前級の外装式から内装式に改め、縦隔壁上に垂直防御が施された。縦隔壁のうち、装甲のある部分とない部分ははっきりと段差がついている。というのも、船殻重量の軽量化の観点からこの段差を埋めなかったからである。このため、日の当たり方によっては客船のプロムナードデッキのように明確な段差を確認することができる。外板はSTSプレート32 mm、内装装甲は上部と下部に分けられ、上部は310 mm厚、下部も上の部分は310 mm厚で一部は152 mm、下の部分は最も薄い部分で25 mm、19度傾斜して張り、装甲の裏面にはSTSプレート22 mmが結合されていた。水平防御はノースカロライナ級と似通っており、中央部分の装甲が4層に分けられている点が異なる。装甲厚は上より38 mm（主甲板）、127 mm + 19 mm（装甲甲板。舷側部は135 mm + 19 mm）、16 mm（弾片防御甲板）、8 mm（中甲板）となっている。対応防御はコロラド級戦艦のMk.5 16インチ45口径砲(AP Mark 5、砲口初速768 m/s、重量1,016 kg)では17,700 - 30,900 yd(16.2 - 28.3 km)、本艦のMk.6 16インチ45口径砲(AP Mark 8、砲口初速701 m/s、重量1,225 kg)では20,500 - 26,400 yd(18.7 - 24.1 km)である。
水中防御はノースカロライナ級と同様、TNT 318 kgの魚雷弾頭に対抗できる設計となっている。ただし、バルジは垂直防御同様内装式に改められた。三重底であるという点も前級と同様である。しかし、1939年に衝撃吸収能力は前級より劣っていたという試験結果が出た。液層区画を改正されたものの、なお不十分とされ、結局は完全解決されることはなかった。

## 機関
ノースカロライナ級と同様だが、船体が寸胴になった関係で機関出力は前級より1万馬力引き上げられた。もっとも、排水量の関係上、機関そのものより汽缶や主機をパワーアップさせて相対的に機関出力を向上させた。試運転では27.8ノットまで可能だったが、対空兵装などの装備増設で排水量が増加し、1945年には27ノットで低下した。姉妹艦のアラバマは42,740トンのときに133,070馬力で27.08ノット、44,840トンのときに135,420馬力で26.7ノットを発揮したという。

## 同型艦
| 艦番号 | 艦名                               | 発注            | 起工            | 進水            | 就役           | 退役           |
| ------ | ---------------------------------- | --------------- | --------------- | --------------- | -------------- | -------------- |
| BB-57  | サウスダコタ USS South Dakota      | 1938年 12月15日 | 1939年 7月5日   | 1941年 6月7日   | 1942年 3月20日 | 1947年 1月31日 |
| BB-58  | インディアナ USS Indiana           | 1938年 12月15日 | 1939年 11月20日 | 1941年 11月21日 | 1942年 4月30日 | 1947年 9月11日 |
| BB-59  | マサチューセッツ USS Massachusetts | 1938年 12月15日 | 1939年 7月20日  | 1941年 9月23日  | 1942年 5月12日 | 1947年 3月27日 |
| BB-60  | アラバマ USS Alabama               | 1939年 4月1日   | 1940年 2月1日   | 1942年 2月16日  | 1942年 8月16日 | 1947年 1月9日  |

## 登場作品

### 映画
『沈黙の戦艦』
記念艦となっているアラバマが、物語の舞台となるアイオワ級戦艦ミズーリの艦上シーンの撮影に使用されている。そのため、アラバマの艦上はミズーリ風に改装されており、トマホークの装甲ボックスランチャーやファランクスCIWSなどのセットが各所に設置されている。

### ゲーム
『naval creed ｗarships』
プレミアム艦艇として、マサチューセッツが登場しており課金では無い為、購入可能。
『艦隊これくしょん』
艦船擬人化されたサウスダコタ、マサチューセッツが登場する。
『アズールレーン』
艦船擬人化されたサウスダコタ、マサチューセッツ、アラバマが登場する。
『戦艦少女R』
艦船擬人化されたサウスダコタ、インディアナ、マサチューセッツが登場する。